# Ganga Chaudhary Satgauwa
Ganga Chaudhary Satgauwa (também Ganga Chaudhary) é uma política nepalesa e membro da Câmara dos Representantes do parlamento federal do Nepal. Ela também é membro do Comité de Mulheres e Bem-Estar Social do parlamento.
Ela foi eleita sob o sistema de representação proporcional do CPN UML da aliança de esquerda nas eleições legislativas de 2017. Ela havia desertado para a UML imediatamente antes da eleição, sem informar o seu partido anterior, o Partido Naya Sakti Nepal, que também incluía o seu nome na lista de candidatos do partido. Chaudhary mais tarde informou a comissão eleitoral da sua lealdade à UML.
Chaudhary foi anteriormente eleita para a 2ª Assembleia Constituinte também através do sistema de representação proporcional, do Partido Tharuhat Terai do Nepal. Após a promulgação da constituição, ela liderou a comissão legislativa parlamentar no parlamento legislativo (que foi formado de acordo com o papel redefinido da assembleia constituinte). Ela foi acusada de actuar contra os interesses do partido e de tentar formar uma facção dissidente, em 2016, e expulsa do partido. Após a expulsão, ela juntou-se ao Partido Naya Sakti e foi considerada próxima de Baburam Bhattarai. No entanto, devido à possibilidade de o partido não ultrapassar o limite exigido de três por cento de apoio eleitoral nas eleições de 2017, ela optou por voltar ao CPN UML, o partido ao qual ela era anteriormente filiada antes de se juntar à luta nacionalista Tharu. Após a fusão do CPN UML com o partido maoísta para formar o Partido Comunista do Nepal (NCP), ela representa o partido recém-formado no parlamento.